# Bereznehuvatske, Novîi Buh
Bereznehuvatske (în ucraineană Березнегуватське) este localitatea de reședință a comunei Bereznehuvatske din raionul Novîi Buh, regiunea Mîkolaiiv, Ucraina.

## Demografie
Componența lingvistică a localității Bereznehuvatske
     Ucraineană (97,75%)
     Rusă (1,66%)
     Alte limbi (0,48%)
Conform recensământului din 2001, majoritatea populației localității Bereznehuvatske era vorbitoare de ucraineană (97,75%), existând în minoritate și vorbitori de rusă (1,66%).